# Rue McTavish

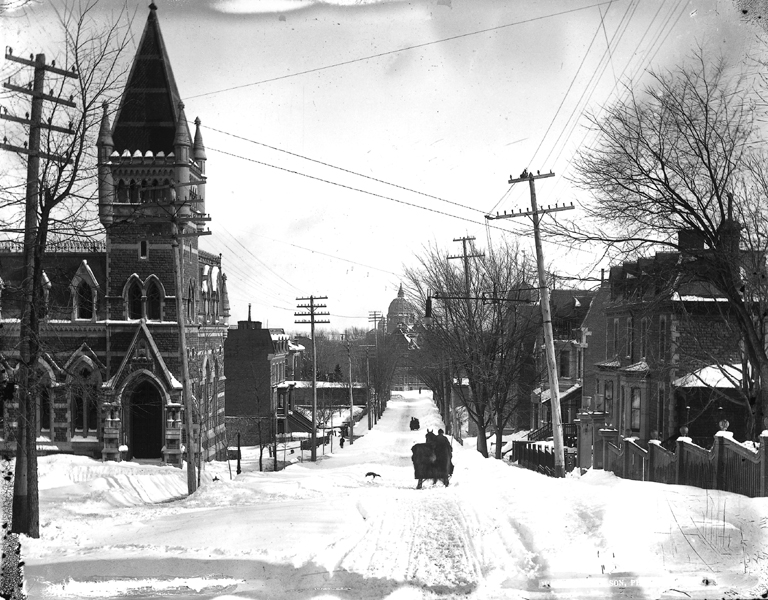
Partie inférieure de la rue McTavish, vers 1890

La rue McTavish est une rue dans l'arrondissement de Ville-Marie à Montréal, Québec (Canada).
La rue porte le nom de Simon McTavish et traverse son ancien domaine sur le versant du mont Royal, dans un secteur autrefois connu sous le nom de Mille carré doré. Il s'étend de la rue Sherbrooke à son extrémité sud jusqu'à l'avenue des Pins, où son extrémité est marquée par l'ancienne maison de Sir Hugh Allan, la Maison Ravenscrag, ainsi qu'un monument à McTavish,.
Aujourd'hui, la rue McTavish jouxte le campus principal de l'Université McGill et abrite de nombreuses propriétés universitaires, y compris la bibliothèque McLennan.
Au-dessus de l'avenue du Docteur Penfield, la rue borde la bordure ouest du réservoir McTavish.

## Piétonnisation

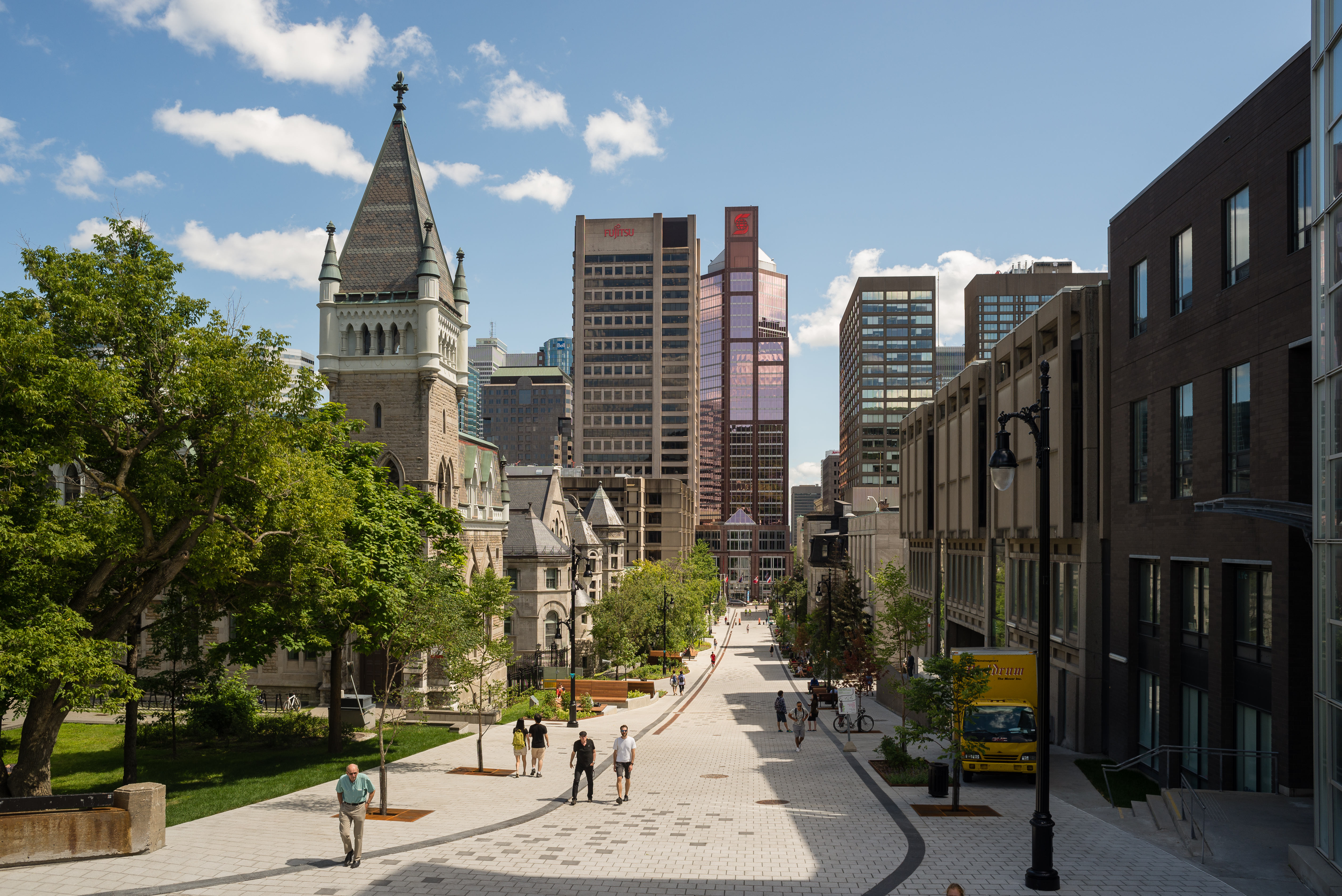
La même vue en août 2017

Depuis mai 2010, la moitié inférieure de la rue est une zone sans voiture,,. Cette zone piétonne est revalorisée en 2017 pour son intégration à la promenade Fleuve-Montagne.